# Foire de Nice
La Foire de Nice,  aujourd'hui Foire internationale de Nice, est une manifestation régionale et commerciale qui a lieu tous les ans à Nice (Alpes-Maritimes) au mois de mars. La Foire de Nice sous sa dénomination moderne a été organisée pour la première fois en 1935.

## Histoire
C’est en 1935 que des commerçants et artisans niçois se sont regroupés sous la forme associative pour créer l’association Foire de Nice qui organisa la première manifestation sur l’espace couvert du fleuve Paillon en face du lycée Masséna et sur les bords de ce cours d'eau. En 1954-1955, après neuf ans de travaux[réf. nécessaire], le Palais des expositions voit le jour et est inauguré par le maire de Nice de l'époque, Jean Médecin,. Il accueillera la Foire de Nice qui ne pouvait rester sur son espace devenu trop petit. 
Chaque année, la Foire de Nice accueille plus d'un millier d'exposants dans tous les secteurs d’activité de la région. C’est devenu au fil du temps un rendez-vous incontournable en mars pour les habitants de la Côte d'Azur. En 1993, l’association de la Foire de Nice change de dénomination et prend le nom de NICEXPO. L’association s’ouvre alors vers l’organisation d’autres manifestations comme le salon Agecotel et Bionazur.
L'édition 2020 est annulée à cause de l'épidémie de coronavirus.     